# Pietrzykowice Żywieckie
Pietrzykowice Żywieckie – przystanek kolejowy w Żywcu, w województwie śląskim, w Polsce. Przystanek położony jest w dzielnicy Zabłocie, przy ul. Wesołej. W pobliżu zatrzymują się autobusy MZK linii 6 i 9. Nazwa przystanku pochodzi od położonej na zachód od stacji kolejowej wsi Pietrzykowice.

## Ruch pasażerski
| Rok  | Wymiana pasażerska na dobę |
| ---- | -------------------------- |
| 2017 | 50-99                      |
| 2022 | 200-299                    |

## Historia
Zanim pojawiał się przystanek, pociągi robotnicze zatrzymywały się specjalnie dla nich, co było umówione z dyrekcją kolei. Pierwsze, w pełni potwierdzone informacje o tym pojawiają się w 1903 roku. Jednak na oficjalnym rozkładzie jazdy nie znajdował się przystanek Pietrzykowice Żywieckie, gdyż zatrzymywały się tam tylko pociągi robotnicze.